# Delphinoidea
Delphinoidea – nadrodzina ssaków z parvordo zębowców (Odontoceti) w obrębie infrarzędu waleni (Cetacea).

## Podział systematyczny
Do nadrodziny należą następujące występujące współcześnie rodziny:
- Monodontidae J.E. Gray, 1821 – narwalowate
- Delphinidae J.E. Gray, 1821 – delfinowate
- Phocoenidae J.E. Gray, 1825 – morświnowate

Opisano również rodziny wymarłe:
- Acrodelphinidae O. Abel, 1905
- Albireonidae L.G. Barnes, 1984
- Kentriodontidae Slijper, 1936
- Odobenocetopidae de Muizon, 1993

Rodzaje wymarłe nie sklasyfikowane w żadnej z powyższych rodzin:
- Anacharsis Bogachev, 1956[7] – jedynym przedstawicielem był Anacharsis orbus Bogachev, 1956
- Delphinavus Lull, 1914[8] – jedynym przedstawicielem był Delphinavus newhalli Lull, 1914
- Lamprolithax R. Kellogg, 1931[9]
- Microphocaena Kudrin & Tatarinov, 1965[10] – jedynym przedstawicielem był Microphocaena podolica Kudrin & Tatarinov, 1965
- Miodelphis L.E. Wilson, 1935[11] – jedynym przedstawicielem był Miodelphis californicus L.E. Wilson, 1935
- Nannolithax R. Kellogg, 1931[12] – jedynym przedstawicielem był Nannolithax gracilis R. Kellogg, 1931
- Oedolithax R. Kellogg, 1931[13] – jedynym przedstawicielem był Oedolithax mira R. Kellogg, 1931
- Palaeophocaena Abel, 1905[14] – jedynym przedstawicielem był Palaeophocaena andrussowi Abel, 1905
- Platylithax R. Kellogg, 1931[15] – jedynym przedstawicielem był Platylithax robusta R. Kellogg, 1931